# Olejówka
Olejówka (Protoxerus) – rodzaj ssaków z podrodziny afrowiórek (Xerinae) w obrębie rodziny wiewiórkowatych (Sciuridae). 

## Rozmieszczenie geograficzne
Rodzaj obejmuje gatunki występujące w Afryce.

## Morfologia
Długość ciała (bez ogona) 240–305 mm, długość ogona 298–308 mm; masa ciała 415–761 g.

## Systematyka
Rodzaj zdefiniował w 1893 roku szwajcarski zoolog Charles Immanuel Forsyth Major w artykule zatytułowanym O niektórych wiewiórkach mioceńskich, z uwagami na temat uzębienia i klasyfikacji Sciurinae, opublikowanym w czasopiśmie „Proceedings of the Zoological Society of London”. Forsyth Major wymienił trzy gatunki – Sciurus ebii Temminck, 1853, Macroxus aubinnii J.E. Gray, 1873 i Sciurus stangeri G.R. Waterhouse, 1842 – z których gatunkiem typowym jest (późniejsze oznaczenie) Sciurus stangeri G.R. Waterhouse, 1842 (olejówka leśna).

### Etymologia
- Protoxerus: gr. πρωτο- prōto- ‘pierwszy, nowy’; rodzaj Xerus Hemprich & Ehrenberg, 1833 (afrowiórka)[10].
- Myrsilus: Myrsilos (gr. Μυρσιλος Mursilos), król Lidii[11]. Gatunek typowy (oryginalne oznaczenie): Macroxus aubinnii J.E. Gray, 1873.
- Allosciurus: gr. αλλος allos ‘inny, dziwny’; rodzaj Sciurus Linnaeus, 1758 (wiewiórka)[3].

### Podział systematyczny
Do rodzaju należą następujące gatunki zgrupowane w dwóch podrodzajach:
| Podrodzaj   | Grafika | Gatunek             | Autor i rok opisu       | Nazwa zwyczajowa      | Podgatunki     | Rozmieszczenie geograficzne | Podstawowe wymiary                         | Status IUCN |
| ----------- | ------- | ------------------- | ----------------------- | --------------------- | -------------- | --- | ------------------------------------------ | ----------- |
| Protoxerus  |         | Protoxerus stangeri | (G.R. Waterhouse, 1842) | olejówka leśna        | 12 podgatunków | Afryka Zachodnia i Środkowa od Sierra Leone na wschód do Ugandy i zachodniej Kenii, na południe do północnej Angoli, południowej Demokratycznej Republiki Konga i zachodniej Tanzanii oraz wyspa Bioko; zakres wysokości: około 2000 m n.p.m. | DC: 28–30 cm DO: 30–31 cm MC: 538–761 g    | LC          |
| Allosciurus |         | Protoxerus aubinnii | (J.E. Gray, 1873)       | olejówka wąskoogonowa | 2 podgatunki   | Afryka Zachodnia w południowej Gwinei, południowym Sierra Leone, Liberii, południowego Wybrzeża Kości Słoniowej i południowo-zachodniej Ghany                                                                                                 | DC: 24–25 cm DO: około 30 cm MC: 415–525 g | NT          |

Kategorie IUCN:  LC  – gatunek najmniejszej troski,  NT  – gatunek bliski zagrożenia.